# Cementerio de Swan Point
El cementerio de Swan Point (en inglés Swan Point Cemetery) es un cementerio rural histórico ubicado en Providence, Rhode Island, Estados Unidos.
Establecido en 1846 en un terreno de 60 acres (0.24 km²), tiene aproximadamente 40,000 entierros, muchos de ellos figuras notables de Rhode Island. Además de diversos congresistas, gobernadores, políticos y altos cargos militares, destacan los escritores de literatura de terror C. M. Eddy Jr. y Howard Phillips Lovecraft.